# Сошальський Володимир Борисович
Володи́мир Бори́сович Сошальський (рос. Владимир Борисович Сошальский; 14 червня 1929 року, Ленінград, СРСР — 10 жовтня 2007 року, Москва, Росія) — радянський і російський актор театру і кіно. Народний артист РРФСР (1988). Справжнє прізвище — Феодосьєв.

## Біографія
Володимир Борисович Сошальський народився 14 червня 1929 року в Ленінграді в родині акторів Варвари Розаліон-Сошальської і Бориса Феодосьєва.
Дебютував на сцені юний Володя Сошальський випадково: загравшись за лаштунками театру, вийшов на сцену прямо під час вистави за п'єсою Ібсена «Привиди». Володимир відчув магію сцени та вирішив стати актором. Ще до закінчення школи він вступив у студію при Ленінградському ТЮГу. У 1948 році закінчив навчання і до 1951 року працював у цьому театрі. Саме в Ленінградському ТЮГу Володимир Сошальський зіграв свою першу зіркову роль: у виставі «Ромео і Джульєтта» йому довелося виконати роль Ромео. Після цієї ролі актор став знаменитий, у нього з'явилися численні шанувальниці.
Незабаром слава досягла і Центрального театру Радянської армії в Москві, в ту пору театр закликав на строкову військову службу всіх молодих акторів через військкомат, так вчинили й з Володимиром. Він переїжджає з Ленінграда в Москву. Почавши строкову службу в спецчастині при театрі Радянської армії (його товаришем по службі в «частини» був Олексій Баталов), Володимир вже не розлучався з цим театром до кінця життя.
З кінця серпня 2007 року актор перебував у хоспісі — у нього виявили рак передміхурової залози, і рідні вже не могли забезпечувати належний догляд за хворим.
Володимир Борисович Сошальський помер 10 жовтня 2007 року. Похований на Троєкуровському кладовищі в Москві, поруч з могилою матері (ділянка № 3).

### Особисте життя
Володимир Сошальський мав репутацію серцеїда. Офіційно був одружений п'ять разів, крім цього, мав безліч романів.
Після ролі Ромео в Ленінградському ТЮГу, зіграної в 1950-ті роки, в нього закохалася молода акторка Ольга Аросєва, яка тоді працювала в Ленінграді. Вона стала його першою дружиною. Шлюб тривав трохи більше року — від Аросєвої Сошальський пішов до іншої акторки театру ВДТ — Ніни Ольхіної. Однак і цей шлюб виявився недовгим.
Володимир Борисович переїхав до Москви, де зійшовся з акторкою Нінель Підгорної. Вони розійшлися, Сошальський одружився з акторкою Марією Скуратовою, але вже через місяць шлюб був розірваний і він повернувся до Підгорної, яка своєю чергою розлучилася з чоловіком. Вони жили у фактичному шлюбі, Підгорна народила дочку Катерину. А незабаром в його житті з'явилася популярна акторка Аліна Покровська, з якою він працював у театрі Радянської армії.
У фактичному шлюбі з Нонною Мордюковою прожив всього пів року.
| «У мене завжди було правило: якщо закохуюся, відразу йду до коханої жінки. Ніяких метань, ніякої брехні ...» — Володимир Сошальський |
Всі колишні дружини Сошальського зберегли про нього світлі спогади.
Його останньою супутницею стала завідувачка репертуарної частини Театру Російської армії Світлана. У 1999 році вона народила сина Володимира Сошальського-молодшого. Самому Сошальському на той час було 70 років.

## Ролі в кіно
- 1949 — Академік Іван Павлов — студент (в титрах не вказаний)
- 1951 — Тарас Шевченко — прапорщик Микола Монтеллі, приятель Шевченко
- 1954 — Анна на шиї — офіцер
- 1955 — Михайло Ломоносов — граф Іван Іванович Шувалов
- 1955 — Отелло — Кассіо
- 1957 — На графських руїнах — Граф
- 1958 — Матрос з «Комети» — Вадим
- 1959 — Григорій Сковорода — камердинер
- 1961 — Перехрестя — чоловік Галі
- 1961 — Приборкання норовливої - Трані
- 1964 — Москва — Генуя — фотокореспондент
- 1965 — Змова послів — Сідней Рейлі
- 1965 — Ескадра повертає на захід — Гришин-Алмазов
- 1976 — Марк Твен проти... — полковник Патерсон
- 1977 — Талант — Анатолій Вікентійович Подрайський, інженер-підприємець
- 1978 — 31 червня — Планкетт, шкіпер
- 1978 — Дуенья — Карлос
- 1978 — Кров і піт — купець Федоров
- 1979 — Нерозділене кохання — Хрисанф Миколайович, старіючий актор
- 1981 — Шофер на один рейс — Павло Охрімович Тішанов
- 1982 — Ассоль — Меннерс
- 1983 — Інспектор Лосєв — Сокольський
- 1984 — Кольє Шарлотти — Губченко Віктор Федорович («Тюля»)
- 1984 — Прохіндіада, або Біг на місці — Тимофій Тимофійович
- 1985 — Груба посадка — Василь Пилипович Полозов, командувач ВПС
- 1985 — Салон краси — Григорій Сергійович, приятель Лялі
- 1985 — Слідство ведуть ЗнаТоКі. Полуденний злодій — Льоша
- 1985 — Людина з акордеоном — Савелій Михайлович
- 1985 — Угода — Суарес, президент
- 1986 — Життя Клима Самгіна — Безбєдов
- 1987 — Гра в детектив. Випуск 1 (режисери: Леонід Півер, Віктор Крюков, Центральне телебачення) — сер Гаррісон
- 1987 — Де б не працювати … — директор інституту
- 1987 — І завтра жити — Стольников
- 1988 — Нові пригоди янкі при дворі короля Артура — Саграмор
- 1989 — Слідство ведуть ЗнаТоКі. Мафія — відвідувач наркопритону
- 1989 — Свєтік — Микола Степанович
- 1990 — Братки і панські ласки — пан
- 1990 — Мишоловка — Паравічіні
- 1991 — Віват, гардемарини! — Принц Крістіан Август Ангальт-Цербстський, батько Фіке
- 1991 — Не будіть сплячого собаку — актор «міністр»
- 1991 — Номер «люкс» для генерала з дівчинкою — Сергій
- 1991 — Блукаючі зірки — Щупак
- 1991 — І повертається вітер … — Георгій
- 1992 — Господи, помилуй заблукалих
- 1992 — Серця трьох — сліпий розбійник
- 1993 — Гріх. Історія пристрасті — Микола Арсенійович Ланський, батько Сергія
- 1993 — Той, що біжить по льоду — голова суду
- 1993 — Аляска Кід — Чарлі Хансон
- 1994 — Прохіндіада 2 — Тимофій Тимофійович
- 2000 — Таємниці палацових переворотів. Фільм 2. Заповіт імператриці — генерал Салтиков

## Джерело
- Біографія актора